# Colville (Washington)
Colville ist eine City im Stevens County im US-Bundesstaat Washington. Zum United States Census 2020 lebten in Colville 4917 Einwohner. Im Spokane Metropolitan Statistical Area, zu dem auch Colville gehört, lebten zusammen mit dem Coeur d'Alene, ID Metropolitan Statistical Area zur selben Zeit 666.247 Menschen. Colville ist der County Seat des Stevens County.

## Geschichte
John Work, ein Agent der Hudson’s Bay Company, gründete 1825 Fort Colvile nahe der Pelzhandelsstation an den Kettle Falls. Es ersetzte das Spokane House und den Flathead Post als Haupthandelszentren am oberen Columbia River.
Auch US-Amerikaner strebten nach Siedlungs- und Wirtschaftsmöglichkeiten in diesem Territorium. In der ersten Hälfte des 19. Jahrhunderts kam der Oregon Boundary Dispute (oder die Oregon-Frage) als Ergebnis der konkurrierenden Briten und US-Amerikaner im Pazifischen Nordwesten auf. Er wurde durch den Oregon-Kompromiss von 1846 beigelegt, welcher die neue Grenze zwischen Kanada und den USA auf den 49. Breitengrad und damit nördlich von Fort Colville festlegte. Der Posten blieb für einige Zeit ein Zentrum für Bergbau und Verkehr bzw. Zulieferungen für die mit dem Goldrausch der 1850er und 1860er Jahre verbundenen Aktivitäten, insbesondere für den Holcomb Valley Gold Rush in Kalifornien. Nachdem der Posten 1870 verlassen war, standen einige Gebäude noch bis spätestens 1910. Der Ort wurde vom Lake Roosevelt nach dem Bau des Grand Coulee Dam am Columbia River überflutet.
Der Kettle Falls Archeological District mit 17 Stätten der Vor-Kontakt-Ära sowie Fort Colville und die St. Paul’s Mission wurden 1974 im National Register of Historic Places eingetragen. Einige archäologische Studien wurden in den 1960er Jahren angefertigt, als der See für Reparaturarbeiten am Damm und andere Arbeiten abgesenkt wurde. Der District ist für die Geschichte der Vor- und Nach-Kontakt-Ära sowohl der Eingeborenen als auch der USA hoch bedeutsam.
1859 gründete die U.S. Army ein neues Fort Colville in Pinkney City, etwa drei Meilen (4,8 km) nordöstlich der heutigen Stadt Colville. Dieses Fort wurde 1882 verlassen. Ende 1871, mit der Auflösung der Ländereien der Hudson’s Bay Company, wies Gouverneur Edward Selig Salomon John Wynne an, diese Ländereien einschließlich einiger Gebiete der heutigen Stadt Colville anzunehmen. Die Entwicklung der Stadt fand am heutigen Ort noch vor 1882 statt. Im Januar 1883 legte W. F. Hooker die erste Flurkarte im Stevens County mit dem Namen „Belmont“ oder „Bellmond“ vor. Er unterstützte die Namensänderung in Colville, so dass der County Seat an diesen Ort verlegt werden konnte. Am 28. Dezember 1883 hielt das Stevens County Board of County Commissioners unter Teilnahme von Landrat John U. Hofstetter eine Sitzung ab, welche die Verlagerung der County-Akten vom County Seat Pinkney City nach Colville zum Gegenstand hatte. In dieser Sitzung genehmigten die Räte den Umzug des städtischen Gefängnisses nach Colville, sofern die Eigentümer ein Stück Land für die Büros des Countys bereitstellten. Den Beamten wurde der Umzug in ein John U. Hofstetter gehörendes Gebäude genehmigt. Am 1. Januar 1884 zog das Gericht des Stevens County nach Colville um. Nach der Überlieferung wurde die Stadt von John U. Hofstetter gegründet. Die offizielle Anerkennung als Stadt erfolgte am 7. Juni 1890.
In den 1950er Jahren wurde die Colville Air Force Station in den Hügeln oberhalb der Stadt als Teil eines Netzwerkes von Radarstationen des Aerospace Defense Command, eines Hauptkommandos der United States Air Force, entwickelt und betrieben. Einige der Gebäude stehen bis heute. Sie werden großenteils von Paintball-Spielern genutzt.

## Geographie
Colville liegt auf 48°32'35" N / 117°54'16" W. Nach dem United States Census Bureau nimmt die Stadt eine Gesamtfläche von 7,59 km² ein, worunter keine Wasserflächen sind.

### Klima
Die Klima-Region ist durch große saisonale Temperaturunterschiede mit warmen bis heißen (und oft feuchten) Sommern und kalten (ggf. extrem kalten) Wintern gekennzeichnet. Nach der Klimaklassifikation nach Köppen und Geiger besteht ein feuchtes Kontinentalklima (abgekürzt „Dsb“).
|                        | Jan    | Feb    | Mär    | Apr    | Mai    | Jun    | Jul   | Aug   | Sep    | Okt    | Nov    | Dez    |   |          |
| Mittl. Temperatur (°C) | −4,14  | −1,17  | 4,25   | 9,14   | 13,28  | 16,56  | 20,11 | 19,14 | 14,72  | 8,44   | 1,78   | −2,33  | ⌀ | 8,4      |
| Mittl. Tagesmax. (°C)  | 13,89  | 16,11  | 24,44  | 33,33  | 35,56  | 42,22  | 42,78 | 41,11 | 37,22  | 30,56  | 23,89  | 14,44  | ⌀ | 29,7     |
| Mittl. Tagesmin. (°C)  | −33,89 | −33,89 | −18,89 | −11,11 | −4,44  | −2,22  | −0,56 | −1,67 | −6,67  | −15,56 | −23,89 | −30,56 | ⌀ | −15,2    |
|                        |        |        |        |        |        |        |       |       |        |        |        |        |   |          |
| Niederschlag (mm)      | 289,81 | 222,00 | 239,27 | 192,53 | 150,37 | 133,60 | 59,44 | 71,88 | 118,62 | 200,91 | 303,28 | 304,80 | Σ | 2.286,51 |
|                        |        |        |        |        |        |        |       |       |        |        |        |        |   |          |
| Regentage (d)          | 12     | 9      | 8      | 7      | 9      | 9      | 4     | 4     | 6      | 8      | 11     | 13     | Σ | 100      |

| −33,89 |

| −33,89 |

| −18,89 |

| −11,11 |

| −4,44 |

| −2,22 |

| −0,56 |

| −1,67 |

| −6,67 |

| −15,56 |

| −23,89 |

| −30,56 |

| −33,89 |

| −33,89 |

| −18,89 |

| −11,11 |

| −4,44 |

| −2,22 |

| −0,56 |

| −1,67 |

| −6,67 |

| −15,56 |

| −23,89 |

| −30,56 |

## Demographie
| Jahr | Einwohner¹ |
| ---- | ---------- |
| 1880 | 67         |
| 1890 | 539        |
| 1900 | 594        |
| 1910 | 1.533      |
| 1920 | 1.718      |
| 1930 | 1.803      |
| 1940 | 2.418      |
| 1950 | 3.033      |
| 1960 | 3.806      |
| 1970 | 3.742      |
| 1980 | 4.510      |
| 1990 | 4.360      |
| 2000 | 4.988      |
| 2010 | 4.673      |
| 2020 | 4.917      |

¹ 1880–2010: Volkszählungsergebnisse

Alle Angaben zum mittleren Einkommen beziehen sich auf den Median. Nach der Volkszählung von 2000 betrug das mittlere Haushaltseinkommen 32.168 US$, in den Familien waren es 40.466 US$. Männer hatten ein mittleres Einkommen von 32.066 US$ gegenüber 21.782 US$ bei Frauen. Das Pro-Kopf-Einkommen betrug 18.031 US$. Etwa 10,4 % der Familien und 15,5 % der Gesamtbevölkerung lebte unterhalb der Armutsgrenze; das betraf 14,9 % der unter 18-Jährigen und 15,7 % der über 65-Jährigen.

### Census 2010
Nach der Volkszählung von 2010 gab es in Colville 4.673 Einwohner, 2.043 Haushalte und 1.161 Familien. Die Bevölkerungsdichte betrug 615,8 pro km². Es gab 2.221 Wohneinheiten bei einer mittleren Dichte von 292,7 pro km².
Die Bevölkerung bestand zu 92,4 % aus Weißen, zu 0,1 % aus Afroamerikanern, zu 2,1 % aus Indianern, zu 0,9 % aus Asiaten, zu 0,2 % aus Pazifik-Insulanern, zu 1,2 % aus anderen „Rassen“ und zu 3 % aus zwei oder mehr „Rassen“. Hispanics oder Latinos „jeglicher Rasse“ bildeten 3,8 % der Bevölkerung.
Von den 2043 Haushalten beherbergten 28,8 % Kinder unter 18 Jahren, 40,1 % wurden von zusammen lebenden verheirateten Paaren, 12,8 % von alleinerziehenden Müttern und 3,9 % von alleinstehenden Vätern geführt; 43,2 % waren Nicht-Familien. 38,4 % der Haushalte waren Singles und 16,9 % waren alleinstehende über 65-jährige Personen. Die durchschnittliche Haushaltsgröße betrug 2,22 und die durchschnittliche Familiengröße 2,95 Personen.
Der Median des Alters in der Stadt betrug 40,4 Jahre. 24 % der Einwohner waren unter 18, 7,7 % zwischen 18 und 24, 22,6 % zwischen 25 und 44, 26,9 % zwischen 45 und 64 und 18,9 65 Jahre oder älter. Von den Einwohnern waren 45,8 % Männer und 54,2 % Frauen.

## Wirtschaft
Die Wirtschaft des Gebietes basiert hauptsächlich auf Land- und Forstwirtschaft sowie Bergbau, verarbeitender Industrie und Regionalbüros des Washington State Department of Natural Resources und des U.S. Forest Service. Die wichtigsten privaten Arbeitgeber sind Boise Cascade, Vaagen Brothers, Hewes Marine, Colmac Coil Manufacturing, Colmac Industries und Delta Dental of Washington. Weniger bedeutende Zweige sind Vieh- und Pferdehaltung. Der Tourismus hat aufgrund der nahen National Forests mit Möglichkeiten zum Angeln und zur Jagd zugenommen; auch die lokalen Bauernhöfe und Obstanbaubetriebe sowie Mais-Labyrinthe tragen dazu bei. Eine blühende Gemeinschaft von Musikern, Künstlern und Handwerkern hat sich rund um die verjüngte Innenstadt angesiedelt.

## Persönlichkeiten
- William S. Sax (* 1957), Anthropologe und Hochschullehrer